# Preutești
Preutești is een Roemeense gemeente in het district Suceava.
Preutești telt 6719 inwoners.